# Jacques Tange
Jacques Tange (Vlissingen, 1960), is een Nederlandse kunstschilder; hij woont en werkt sinds 1985 in Schiedam.

## Leven en werk
Al op jonge leeftijd weet Jacques Tange dat hij kunstenaar wil worden. Hij volgde korte tijd een opleiding aan de Willem de Kooning Academie in Rotterdam, maar maakte deze niet af. Hierna volgde en voltooide hij een opleiding aan de Vrije Academie in Den Haag.
Vanaf eind jaren 80 laat hij zich vooral inspireren door middeleeuwse boekverluchting. Vooral de felle kleuren en het gebruik van perspectief spreken Tange aan, evenals de ‘naïeve’ manier waarop de verhalen verteld worden. Net als in deze verhalen zet Jacques Tange zijn publiek graag op het verkeerde been. Zijn beelden kennen vaak diepere betekenissen die zich niet gelijk openbaren en niet zelden een relativerende knipoog. Zijn werken hebben vaak een psychologische lading en vormen een reflectie van onze samenleving.
Terugkerende thema’s in het werk van Jacques Tange zijn de relaties tussen mannen en vrouwen, de zorg voor moeder aarde en voor elkaar. Inspiratie vormen het leven en liefde in de breedste zin van het woord. De stijl van Jacques Tange kenmerkt zich door helder kleurgebruik, waarmee een bijzondere wereld geschetst wordt. Met eenvoudige middelen en een haast naïeve schilderstijl creëert de schilder een herkenbaar beeld.
Pasteltekeningen en olieverfschilderijen vormen het grootste deel van zijn oeuvre. Daarnaast maakt hij zeefdrukken met vaak wel meer dan 25 drukgangen, in zeer beperkte oplagen. Verder maakt hij aardewerk, tassen, meubels en publiceert hij gedichten met illustraties van eigen hand.
Het werk van Jacques Tange is te vinden in toonaangevende galerieën en collecties en hij exposeert al decennia met grote regelmaat in binnen- en buitenland. Sinds begin jaren 90 vinden zijn kunstwerken hun weg naar private en openbare collecties. Jacques Tange werd in 2003 verkozen tot Veelbelovend Kunstenaar en tot Kunstenaar van het Jaar in 2005.

## Werk in openbare collecties (selectie)
- Musiom, Amersfoort
- Stedelijk Museum Schiedam
- Villa Merkel, Esslingen am Neckar (Duitsland)
- Bonnefantenmuseum Maastricht
- Dordrechts Museum
- Museum Slovenië
- Udine
- Gemeente Schiedam
- Artotheken – Kunstcentra (Schiedam, Rotterdam, Zoetermeer, Den Haag, Haarlem, Utrecht, Groningen, Drenthe)
- Hogeschool Amsterdam

## Exposities 1992 - 2012
- 1992 solo: Galerie De Studio Rotterdam, Kunstplus Rotterdam. Moesman Beeldende Kunst Schiedam
- 1993 solo: Lange Anna Haarlem, Galerie Nine Amsterdam, Galerie Bleijenberg Leiden, De Brieder Rotterdam
- groep: Stedelijk Museum Schiedam
- 1994 solo: Galerie Nine Amsterdam, Galerie Annee Haarlem
- groep: KunstRAI Amsterdam
- 1995 solo: Galerie Annee Haarlem, Galerie Kralingen Rotterdam
- 1996 solo: De Grote Lijn Rotterdam, Galerie Bleijenberg Leiden, muurschildering Udine Italië
- 1997 solo: Galerie Bleijenberg Leiden, Galerie Distanza Schiedam, Galerie Nine Amsterdam, Galerie Duo Duo Rotterdam
- 1998 solo: Hogeschool Amsterdam, Galerie Bleijenberg Leiderdorp, Galerie K Jacobs Fine Art Amsterdam,    Kunst RAI Amsterdam, Museum Slovenië, Galerie Jacobs Harderwijk, Galerie Annee Haarlem, Galerie Duo Duo Rotterdam
- 1999 solo: Galerie Bleijenberg Leiderdorp, Galerie Jacobs Amsterdam, Museum Jan van der Togt Amstelveen, Gallery D.B Harlingen, Furniture exhibition Pand Paulus Schiedam, Galerie Van Waning Rotterdam
- 2000 solo: Galerie Bleijenberg Leiderdorp, Galerie K Jacobs fine art Amsterdam, Galerie Van Waning Rotterdam
- groep: Stedelijk Museum Schiedam, Lek Art Culemborg, Kunst RAI Amsterdam, Holland Art Fair
- 2001 solo: Galerie Dutch Art Rotterdam, Galerie Van Waning Rotterdam, AVRO kunstblik (televisie)
- 2002 solo: Galerie Bleijenberg Leiderdorp, Galerie Annee Haarlem, Galerie Bianca Landgraaf Laren, Galerie Van Waning, Rotterdam
- groep: reizende tentoonstelling Hat and Art Netherlands (België, Frankrijk, Turkije, USA, VK, Duitsland), Galerie Stills Nijmegen
- 2003 solo: Galerie Het Zwanepand Antwerpen, Galerie Frederiek en Ingrid van der Vlist Leiden, Galerie Bleijenberg Amsterdam, Galerie Stills Nijmegen, Galerie Van Waning Rotterdam
- groep: Artevent Dortmund, Kunstevent Antwerpen, Art auction Paz Hollandesa, Holland Art Gallery De Bijenkorf   (Rotterdam, Amsterdam, Den Haag, Eindhoven), Wonen met Kunst, Top Art Expo Utrecht, Linea Art Gent
- 2004 solo: Galerie van der Vlist Leiden, Amadeus Art Amersfoort, Galerie de Praktijk Wissekerke, Galerie Van Waning Rotterdam
- groep: Galerie Helden Panningen, Kunstbeurs Kunst en Kind Rotterdam, Boekpresentatie het Paard Schiedam, The Arndean Gallery Londen, Museumnacht, Galerie Van Waning Rotterdam, MiljonairsFair, Kunsthuis de Mare Leiden, International exhibition St.Jean de Monts {Fr), Leyden Art Fair, Top art exhibition Van Nelle-gebouw Rotterdam
- 2005 solo: Chicory gallery Alkmaar, Galerie Annee Haarlem, Galerie Van Waning Rotterdam, Art Inc. Eindhoven, Sauer Den Haag
- groep: Agora Gallery New York, Holland Art Fair Den Haag, Niet Netjes Pand Paulus Schiedam, Tangent gallery Detroit, Odessa (Uk), Marbella (Spanje), La Roche sur Yon (Fr), Homunale gallery, Berlin, Van Nelle Building Kunstweek Top Art Expo Rotterdam, Sail Amsterdam, Jacobs Fine Art
- 2006 solo: Galerie Partout-art Gouda, Galerie het Cleyne Huys Den Haag, Galerie Frederiek van der Vlist, Galerie Gooilust 's- Graveland, lezing/voordracht Bibliotheek Schiedam
- groep: GEAF Hilversum, Galerie House of Art Marbella, Kunstweek Groothandelsgebouw Rotterdam, Naarden-Vesting, Galerie Ritsart Maassluis, Galerie AVDB Zug (Zwi)
- 2007 solo: Galerie Van Waning Rotterdam, Galerie Déjà-vu Son, Letterkundig Museum Den Haag, Galerie Het Cleyne Huys, Galerie T Middelburg, Kunstrestaurant Brazzo Rotterdam
- groep: PrimaVera beurs Rotterdam, Galerie Bart Wouters Brasschaat (B), Galerie VanWijWij Den Bosch, Biënnale Florence,
- 2008 solo: Galerie Annee Haarlem, Galerie Déjà-vu Son, Galerie Paule Carree Amsterdam, The Arts Den Bosch, Galerie Van der Vlist Leiden, Galerie Nijenhove Diepenheim, Affordable Art fair Amsterdam, Museum Masters International NY USA
- 2009 solo: Gallery Cleyne Huys Den Haag, Docktors gallery Eindhoven, Gallery Jabelle Schiedam, Glass Gallery Tetterode Leerdam, Gallery Molensloot Antwerpen Belgium
- groep: Prima Vera Rotterdam, Dutch Art Rotterdam, Open Art Fair Utrecht, Art fair Laren, Affordable Art Fair Amsterdam
- 2010 solo: Kijvelanden Rotterdam, Gallery Jacobs Harderwijk, Gallery Frederiek van der Vlist Leiden, Gallery Beeldkracht Scheemda, Gallery Annee Haarlem, Galerie Jabelle Schiedam, De Pauw Wassenaar, Gallery Cleyne Huys Den Haag, Kings Wood Art New Jersey USA [online gallery], SmithKlein gallery Boulder USA
- 2011 solo: Gallery T Middelburg, Gallery Mignon Wijk bij Duurstede, Gallery Annee Haarlem, Gallery Cleyne Huys Den Haag, Nice (F), Auditorium Rainier III Monaco/Monte Carlo, Grand Palais Parijs, Galeria Babel Murcia (Sp)
- groep: Prima Vera Rotterdam, NietNetjes Galerie, Galerie Jabelle / Korenbeurs Schiedam, AFAF Den Bosch
- 2012 solo: Galerie Nesselande Rotterdam, Galerie Radeski Luik (B), Galerie Van der Vlist Leiden, Galerie Sillekunst Oudewater,  Artgallery Panama, Artgallery Chili, "Museo ex convento Dieguino" Guanajuato (Mex)
- groep: Advocatententoonstelling Galerie Jabelle Schiedam, AquaArtis Gallery Amsterdam

## Illustraties
Yearbooks of the P2 Managers, brokerage Bodewes, Noveltie gifts Collectors agenda 2002, calender Multi-Art 2004, AVRO-calender, Bureau calender and fairytailsbook TDS, CD musiccover Dancing neath the Stars, Bureau calendar Jacques Tange, Poster Carré Wereld Kerstcircus

## Boeken
- 2003 Hans Paalman en Vincent Botella, ‘'We're all in love’'
- 2005 Poems Jaqcues Tange
- 2008 Woordenboek van de Platte Taal
- 2010 Jan Donia, The garden of Eve

## Prijzen
- 1996 VSB Publieksprijs
- 2003 Kunstenaar van het Jaar (tweede prijs en meest veelbelovende kunstenaar)
- 2004 Love in Art Londen
- 2004-2007 Finalist Kunstenaar van het Jaar
- 2004 Publieksprijs, Leiden atelierroute
- 2005-2006 Kunstenaar van het Jaar

- International Standard Name Identifier: 0000 0000 4305 5299
- Library of Congress Control Number: nb2007023736
- RKD-Nederlands Instituut voor Kunstgeschiedenis: 76462
- Virtual International Authority File: 21672511
- WorldCat: E39PBJht4q8bVXh83rdFg9yWXd